# さすらい者 (橋幸夫の曲)
『さすらい者』は、1965年1月20日に ビクターより発売された橋幸夫の53枚目のシングル（SV-174）である。

## 概要
- 『さすらい者』は宮川哲夫作詞、山下毅雄作・編曲で制作された楽曲で、橋と両者とは初めて共演となる。
- 1960年7月、橋は『潮来笠』でデビューし、その後青春歌謡やリズム歌謡へ路線を拡大し、毎年十数枚のシングルを出し続けていたが、楽曲は一般公募や企画物など極一部の例外を除き、作詞は佐伯孝夫、作曲は吉田正と橋の両恩師による制作で、その殆どでビクターヒット賞を獲得した。
- しかし、ビクターにたくさんの作家が在籍しているなかで、リリースした楽曲の殆どをヒットさせている橋と組みたい作家も多く、「そこを配慮して、（吉田正より）一度雰囲気を変えてみよう」という話[2]が出て、前年の10月には。吉川静夫作詞、平川浪竜作曲で『大利根仁義』、山上路夫作詞、大野正雄]作曲で『君のひたいに光る汗』がリリースされた。
- この傾向は65年になると一層顕著になり、この年は佐伯・吉田の両恩師の倍の楽曲が他の作家より提供されている。
- 『さすらい者』の作詞宮川哲夫は、この後、『雨の中の二人』以降、利根一郎と組んで橋にヒット曲を提供し。『霧氷』でレコード大賞受賞作家となるが、本作が共演の最初となる。
- 同じく初共演の作曲の山下毅雄は、テレビの人気番組「七人の刑事」テーマソングの作曲で知られ、62年第4回日本レコード大賞新人作曲賞を受賞している。山下は本楽曲の制作にあたり「モダーンとウェスタンの中間をねらって、いままでにない橋君の新しい魅力を引き出そうと努力しました」と述べている[3]。また「トランペットのイントロ続く、橋の低音が生かされた」作品としている[3]。
- c/wの『星に聞いても』も、『さすらい者』同様宮川作詞、山下作曲で、これも山下らしく「どこかに、従来の歌謡曲にはないモダーンさが感じられる」としている[3]。なお、山下はこの後、橋に楽曲『飴やまかり通る』を提供している他、橋の10周年記念リサイタルで、吉田正作曲の橋の股旅物や時代歌謡の編曲を担当している[4]。

## 収録曲
1. さすらい者
作詞： 宮川哲夫、作・編曲：山下毅雄
2. 星に聞いても
作詞： 宮川哲夫、作・編曲：山下毅雄

## 収録アルバム
- 初期のLP盤のアルバムには収録されているが、近年のCD盤収録はない。
- CD-BOXでの収録は以下の通り
『橋幸夫大全集』（CD-BOX 6枚組） [1993年9月20日発売]DISC-4
『橋幸夫のすべて』（CD-BOX 5枚組） [2011年2月8日発売]DISC-3